# Xã Carrollton, Michigan
Xã Carrollton (tiếng Anh: Carrollton Township) là một xã thuộc quận Saginaw, tiểu bang Michigan, Hoa Kỳ. Năm 2010, dân số của xã này là 6.103 người.